# Rosa Mogliasso
Rosa Mogliasso (Susa, 4 luglio 1960 – Torino, 8 novembre 2024) è stata una scrittrice italiana di gialli, sceneggiature, radiodrammi e racconti. Ha anche diretto il teatro Baretti di Torino.

## Biografia
Rosa Mogliasso, nata a Susa nel 1960, ha vissuto sempre a Torino. Laureata in storia e critica del cinema, si è dedicata al teatro e alla scrittura, collaborando con autori e registi tra cui Davide Livermore, con cui ha scritto "1791. Mozart e il violino di Lucifero", Elio e Le Storie Tese e l'artista Corallina De Maria. Ha scritto nel 2009 il suo primo giallo L'assassino qualcosa lascia, quindi nel 2011 L'amore si nutre di amore.
È morta nel novembre 2024 all'Ospedale Molinette di Torino a causa di una malattia. Aveva 64 anni.

## Opere
- L'assassino qualcosa lascia 2009, Salani (Premio Selezione Bancarella)
- L'amore si nutre di amore 2011, Salani (finalista Premio Scerbanenco)
- All'ombra dell'uomo montagna 2011, libretto lirico su musiche originali del compositore Bruno Moretti.
- Il monologo della Badessa, una donna travolta dalla storia 2011, in occasione dei 150anni dell'Unità d'Italia, per quartetto d'archi, corno di bassetto, voce narrante; su musiche di Bruno Moretti messa in scena di Davide Livermore
- La felicità è un muscolo volontario 2012, Salani
- All'ombra dell'uomo montagna 2013, Salani, illustrazioni di Corallina De Maria, tratto da I viaggi di Gulliver di Jonathan Swift
- Chi bacia e chi viene baciato 2014, Salani
- Il cuore nero delle donne Antologia curata da Luca Crovi, il racconto: Ho sempre chinato il capo, dedicato a Lucrezia Borgia. 2015, Guanda
- Bella era bella, morta era morta, Milano, NN Editore, 2015, ISBN 9788899253042
- 1791 - Mozart e il violino di Lucifero 2018, Salani, in collaborazione con Davide Livermore
- L'irresistibile simmetria della vendetta 2021, Salani
- Uccidere, qualche volta 2023, SEM